# 3860-as busz
A 3860-as jelzésű autóbuszvonal Szerencs és környékének egyik helyközi járata, amit a Volánbusz Zrt. lát el a szerencsi vasútállomás és több környékbeli kisebb település között. A teljes útvonalat kevés járat teszi meg végig, a legtöbbnek közben van a végállomása. Napi fordulószáma átlagosnak mondható.

## Közlekedése
A járat a 80-as fővonal és a 98-as mellékvonal elágazásánál található járásközponti szerencsi vasútállomást köti össze a várossal szinte egybeépült Bekecs és Legyesbénye, illetve a távolabbi Monok és Golop településekkel. Golopig csak pár járat fut ki, melyek nem érintik a monoki autóbusz-fordulót (Golop vasúti megállóhellyel is rendelkezik). Bekecsig és Legyesbényéig több járat is párhuzamos.

## Megállóhelyei
| 0  | Szerencs, vasútállomás végállomás  | 16 | 3729, 3730, 3806, 3851, 3852, 3853, 3855, 3859 Szerencs |
| 1  | Szerencs, csokoládégyár            | 15 | 3729, 3730, 3806, 3807, 3851, 3852, 3853, 3855, 3859    |
| 2  | Szerencs, központi iskola          | 14 | 3730, 3807, 3852, 3859                                  |
| 3  | Szerencs, posta                    | 13 | 3729, 3730, 3806, 3807, 3851, 3852, 3859                |
| 4  | Szerencs, malom                    | 12 | 3729, 3730, 3806, 3807, 3851, 3852, 3859                |
| 5  | Szerencs, Hidegvölgyi u.           | 11 | 3806, 3807, 3851, 3852                                  |
| 6  | Bekecs, alsó                       | 10 | 3729, 3730, 3859                                        |
| 7  | Bekecs, posta                      | 9  | 3729, 3730, 3859                                        |
| 8  | Legyesbénye, monoki elágazás       | 8  | 3730                                                    |
| 9  | Legyesbénye, autóbusz-váróterem    | 7  | 3730                                                    |
| 10 | Legyesbénye, monoki elágazás       | 6  | 3730                                                    |
| 11 | Makra út                           | 5  |                                                         |
| 12 | Monok, Kossuth u. 150.             | 4  |                                                         |
| 13 | Monok, 12 sz. élelmiszerbolt       | 3  |                                                         |
| 14 | Monok, Kossuth Múzeum              | 2  |                                                         |
| 15 | Monok, autóbusz-forduló            | 1  |                                                         |
| 16 | Golop, autóbusz-forduló végállomás | 0  | 3729, 3806, 3808, 3851                                  |